# Your New Favourite Band
Your New Favourite Band är ett samlingsalbum med den svenska rockgruppen The Hives, utgivet 15 november 2002.
Albumet innehåller låtar från albumen Barely Legal och Veni Vidi Vicious samt EP:n A.K.A. I-D-I-O-T. Anledningen att man gjorde en samlingsskiva efter bara två album var främst att öka intresset i USA.

## Låtlista
1. "Hate to Say I Told You So" - 3:23
2. "Main Offender" - 2:33
3. "Supply and Demand" - 2:26
4. "Die, All Right!" - 2:46
5. "Untutored Youth" - 1:34
6. "Outsmarted" - 2:20
7. "Mad Man" - 2:30
8. "Here We Go Again" - 2:12
9. "A.K.A. I-D-I-O-T" - 2:13
10. "Automatic Schmuck" - 2:17
11. "Hail Hail Spit N'Drool" - 1:27
12. "The Hives Are Law, You Are Crime" - 2:31

## Videor på albumet
1. "Main Offender"
2. "Hate to Say I Told You So"
3. "A.K.A. I-D-I-O-T"
4. "Die, All Right!"